# Valul
Valul este un film românesc din 1968 regizat de Sabin Bălașa.